# San Michele Arcangelo (Piero della Francesca)
San Michele Arcangelo è un dipinto, tecnica mista su tavola (133x59,5 cm), di Piero della Francesca, databile al 1454-1469 e conservato nella National Gallery di Londra. Si tratta del secondo pannello da sinistra dello smembrato e parzialmente disperso Polittico di Sant'Agostino, originariamente dipinto per la vecchia chiesa agostiniana di Sansepolcro, oggi Santa Chiara.

## Storia
Del polittico si conosce la data del contratto, 4 ottobre 1454, e quella dell'ultimo pagamento, 14 novembre 1469.
Spostato probabilmente col trasferimento degli Agostiniani, dovette finire in una posizione secondaria, per essere poi smembrato. Verso la fine del XIX secolo comparve sul mercato antiquario. Il pannello di San Michele arcangelo in particolare venne acquistato da Charles Lock Eastlake e poi donato al museo londinese.

## Descrizione e stile
San Michele è rappresentato come un giovane alato vestito da soldato romano, con una corazza che mostra le forme anatomiche del corpo, una tunica militare e calzari rossi. In testa, sotto l'aureola, ha una corona d'alloro. Con una mano regge la spada, con la quale ha appena decapitato la testa di un mostro ai suoi piedi, che tiene nell'altra mano.
In basso a sinistra si vede una parte del trono di Maria del perduto pannello centrale, con un drappo damascato che lo copre e un piccolo lembo azzurro al margine destro, probabilmente della veste della Vergine.
Straordinaria è la resa materica dei vari dettagli, derivata dalla conoscenza dell'arte fiamminga: dai morbidi riccioli, al lustro metallico dell'armatura, dalla fine seta trasparente sulle maniche alle squame del mostro. Il volto del santo è ritratto con notevole individualità, secondo un tipo angelico che ricorre in numerosi dipinti di Piero, come la Pala di Brera o la Madonna di Senigallia.
La figura del santo è caratterizzata da una forte plasticità, sottolineata dal vigore anatomico del torace, e da un uso di luce chiara e limpida che intride i colori e schiarisce le ombre. Colpisce la ricchezza cromatica, con l'azzurro splendente della corazza che risalta sul cuoio del sottanino decorato da perle e gemme, che creano piccoli riflessi luminosi.
Tipico di Piero è poi l'atteggiamento solenne e composto, improntato a un solido equilibrio geometrico.
Lo spazio pittorico è costruito con estrema semplicità: su una base di marmo screziato, si imposta una balaustra marmorea con specchiature colorate, oltre la quale si vede un cielo azzurrino. L'uso di uno sfondo celeste, invece del tradizionale fondo oro, è segno di modernità, come anche la balaustra con decorazioni classicheggianti quali il fregio a palmette, le paraste corinzie e i dentelli.